# ドミニク・エフレモフ
ドミニク・イヴァノヴィチ・エフレモフ（ロシア語: Доминик Иванович Ефремов、1881年12月 - 1925年7月19日）、本名ミハイル・エフレモヴィチ・シュテインマン (Михаил Ефремович Штейнман) は、ロシアの革命家・政治家。

## 生涯
1881年12月、ロシア帝国リフリャント県ヴィシュキに生まれたユダヤ人。1901年にサンクトペテルブルク実科学校を卒業し、ペテルブルク鉱業学院に進んだ。1902年にロシア社会民主労働党に入党。党ペテルブルク委員会の指令によって地下出版所を組織するも、翌1903年に逮捕。ペトロパヴロフスク要塞とクレストゥイ監獄での1年半の懲役刑を経てトゥリンスクへ流された。1905年には流刑先から脱走し、党中央委の指令によってオデッサとペテルブルクに地下出版所を組織した。1906年夏にはペテルブルクで党の組織に関わったが、翌1907年12月には再逮捕されアルハンゲリスク県への3年の追放刑に処された。しかし、ほどなく脱走してペテルブルクの党組織に復帰した。
第一次世界大戦期はモスクワで過ごし、二月革命の際はアジテーターとして活動。十月革命の際はボリシェヴィキ・モスクワ委メンバーを務め、10月から11月まではソコリニキ地区軍事革命委メンバー、翌12月からは地区ソビエト副議長、翌1918年3月からは地区軍事委員に就いた。翌4月12日から5月19日までは党モスクワ州局責任書記を、同月から7月27日まではモスクワ市委責任書記を、同日から9月までは同委書記局員を歴任し、7月からはモスクワ市ソビエト執行委メンバーでもあった。9月からは赤軍南部戦線および第10軍の政治部部長を、翌1919年1月から10月までは第10軍革命軍事会議メンバーを務め、9月27日から翌1920年1月13日までは再度モスクワ市委責任書記を務めた。
同年にはドネツィク鉄道委員を、翌1921年からは党クリミア州委幹部会メンバーやクリミア自治社会主義ソビエト共和国人民委員会議参議会メンバー、クルィムソユーズ議長を務め、1922年3月からは国家保険総局理事長に就いていたが、在職中の1925年7月19日にモスクワで死去した。